# Bočna prikolica
Bočna prikolica – priključno vozilo s jednim kotačem bez vlastitog pogona, priključuje se uz motocikl, moped, skuter ili bicikl s lijeve ili desne strane vučnog vozila. Prema hrvatskom zakonodavstvu, naziv kombinacije vozila s bočnom prikolicom je „tricikl nesimetrični otvoreni“.

### Povijest
Razvojem i širenjem motorizacije na prijelazu devetnaestog u dvadeseto stoljeće, javlja se želja za udobnijim prijevozom suputnika u ili na dvokotačnim vozilima. Krajem 19. stoljeća, francuski novinski list objavio je natječaj za najbolje idejno rješenje vožnje suputnika na vozilu s dva kotača. Prvo rješenje došlo je od tvrtke De Dion-Bouton.  Kao rješenje ponudila je tricikl sa simetrično postavljenim osovinama na usporednim kotačima koji je vukao prikolicu. Ovo rješenje nije bilo baš dobro prihvaćeno jer su svi ispušni plinovi motocikla (vučnog vozila) odlazili ravno do suputnika. Sljedeće rješenje je bilo smještaj suputnika na trokolicu između osovina. U jednoj izvedbi vozač je sjedio ispred, a u drugoj iza suputnika što je u oba slučaja imalo nedostatke za upravljanje vozilom. 
	U sedmom broju časopisa „Motor Cycle“ iz 1903. godine karikaturist George Moore objavljuje crtež u kojem se prikazuje vozilo s tri kotača od kojih je jedan kotač pored vozila. Tri tjedna kasnije braća Graham (Enfield pored Londona) patentiraju novo vozilo prema crtežu. Ovakav oblik vozila pružao je suputniku veću udobnost, a vozaču bolju upravljivost. Tvrtka braće Graham patentna prava prodaje dalje i od tada započinje masovnija proizvodnja bočnih prikolica.
Najstariji proizvođač bočnih prikolica je Watsonian (Velika Britanija) koji ih i danas proizvodi, a zanimljivost je da je tvornica automobila Jaguar započela kao manufaktura za proizvodnju bočnih prikolica pod imenom „Swallow Sidecar Company“.
	Vozila kombinacije motocikla i bočne prikolice (prikoličari) bili su iznimno popularni u civilnoj upotrebi do pedesetih godina prošlog stoljeća kao putničko i teretno vozilo. U usporedbi s autimobilom bili su jeftino i funkcionalno prijevozno sredstvo za transport osoba i roba.
	U vojnoj upotrebi, prikoličari su imali zapazenu ulogu u II Svjetskom ratu kao brza, okretna i izdržljiva vozila koja su mogla prevoziti vojnike, oružje i ratnu opremu, a u nekim zemljama se i nakon rata zadržavaju u sustavu vojske i policije.
	Neki motocikli su imali tvornički predviđene spone za prihvat bočne prikolice ili su iz tvornice izlazili s ugrađenom bočnom prikolicom, a u pravilu bočne prikolice su predviđene za motocikle veće kubikaže od 250 cm3. 
Najpoznatiji proizvođač bočnih prikolica u Europi je Steib (Nürnberg). Tvornica je utemeljena 1914. i tijekom godina postaje uz Stoye (Leipzig) najzastupljenija tvornica bočnih prikolica na području Europe. S proizvodnjom prikolica prestaje početkom šezdesetih godina dvadesetog stoljeća. Tvornica Stoye nastavlja proizvodnju u tadašnjoj DDR (Istočna Njemačka), sedamdesetih postaje dio tvornice MZ, a posljednji primjerci modela Superelastik izlaze iz proizvodnje 1989. godine.
Zemlje istočne Europe zadržavju proizvodnju bočnih prikolica duže nego što je to slučaj u zemljama zapadne Europe pa je tako na tom području zastupljena Duna (Mađarska) i Velorex (Češka). Duna je najčešće bila u kombinaciji s mađarskim motociklom Pannonnia, dok je u Čehoslovački Velorex bio u paru s motociklima tvrtke Jawa i CZ. Tvornica Velorex i danas proizvodi bočne prikolice koje se uparuju sa suvremenim motociklima. U IMZ (Rusija) se i danas proizvode motocikli marke „Ural“ s prikolicom koji su nasljednici (kopije) motocikala s prikolicom tvornice BMW iz perioda prije II svjetskog rata, a njihova kopija se radi i u Kini.

### Upravljanje
Bočne prikolice nalazimo u dvije osnovne tehničke inačice. Jedna (najčešća) je s krutim spojem na okvir motocikla, dok je druga s pomičnim sponama. Zbog asimetričnog oblika vozila, upravljanje nije jednako kao na dvokotačnom ili četverokotačnom vozilu. Radi toga je vrlo važna tzv. „geometrija“ odnosa kotača prikolice u odnosu na kotače vučnog vozila. Pri tome je potrebno posvetiti pažnju „pretjecanju“ osovine kotača prikolice u odnosu na osovinu stražnjeg kotača motocikla. Ujedno, kotači motocikla i prikolice ne smiju biti pod pravim kutom u odnosu na podlogu, niti smiju međusobno biti paralelni.
	Neki motocikli su zbog težine prikolice imali predviđeni stupanj prijenosa za vožnju unazad. Prijenos kardanskom osovinom s pogonskog kotača na kotač bočne prikolice bio je uobičajen kod snažnijih motocikala, a opremljenost amortizerima i kočionim sustavom su ovisili o modelu bočne prikolice.

### Sport
Natjecanja prikoličara se održavaju u nekoliko kategorija: terenske (Cross, Enduro, Trial), cestovne i speedway utrke. Kategorije su raspoređene prema godini proizvodnje i snazi motora. Svjetsko prvenstvo motocikala s prikolicom (FIM Sidecar World Championship) se već desetak godina održava u Hrvatskoj na trkalištu Grobnik i ova disciplina se smatra jednom od najtežih i najopasnijih u moto sportu.

### Poznatiji proizvođači
| Proizvođač | Država               |
| ---------- | -------------------- |
| Binder     | Njemačka             |
| Dnepr      | Ukrajina (SSSR)      |
| Falke      | Njemačka (DDR)       |
| Hollandia  | Nizozemska           |
| Duna       | Mađarska             |
| IMZ-Ural   | Rusija (SSSR)        |
| Kali       | Njemačka             |
| Rekord     | Austrija             |
| Steib      | Njemačka             |
| Stoye      | Njemačka (DDR)       |
| Ural       | Rusija (SSSR)        |
| Velorex    | Češka (Čehoslovačka) |
| Watsonian  | Velika Britanija     |
| Wünsche    | Njemačka (DDR)       |

## Vanjske poveznice
- MZ forum Hrvatska/podforum prikolice